# مارسيل هيوت
مارسيل هيوت (بالفرنسية: Marcel Huot)‏ ولد بتاريخ 09 سبتمبر 1896 في فرنسا، وتوفي في 23 أبريل 1954 في بانتان، فرنسا، كان دراج فرنسي في صنف سباق الدراجات على الطريق.

## سجل النتائج

### سباقات أو مراحل فاز بها
- طواف فرنسا

## وصلات خارجية
- الموقع الرسمي

## روابط خارجية
- مارسيل هيوت على موقع أرشيف الدراجات (الإنجليزية)
- مارسيل هيوت على موقع إحصائيات الدراجات الإحترافية (الإنجليزية)
- مارسيل هيوت على موقع CycleBase (الإنجليزية)